# When You Wish upon a Star

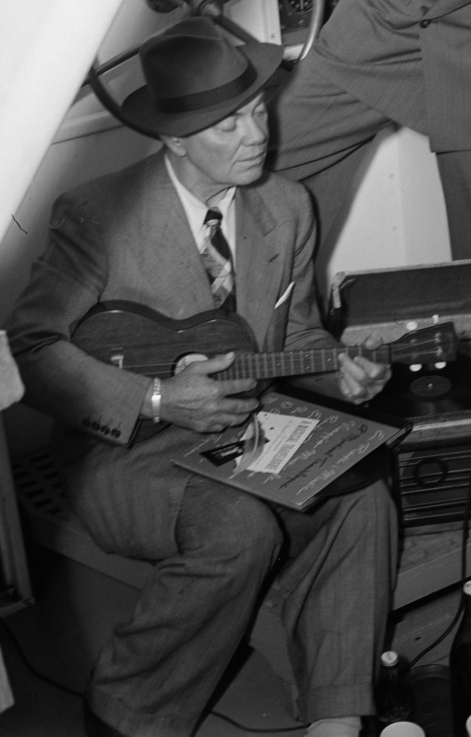
Cliff Edwards pone voz a Pepito Grillo

«When You Wish upon a Star» es una canción escrita por Leigh Harline y Ned Washington en el año 1940 para la película de Disney Pinocho. La versión original estaba cantada por Cliff Edwards en el papel del personaje animado Pepito Grillo, y es escuchada en los créditos de apertura y en la escena final del filme. La canción es una de las más representativas de The Walt Disney Company, siendo el tema de introducción para las películas de Walt Disney Pictures durante el logo de introducción del estudio. Además la canción ganó el premio Óscar a la mejor canción original de dicho año.

## Popularidad
En la famosa lista de las 100 canciones más representativas del cine estadounidense realizada por el American Film Institute en 2004 quedó en el puesto número 7, que es el puesto más alto alcanzado por una canción de una película animada de Disney, y una de las únicas cuatro que aparecen en la lista; las otras tres son: Someday My Prince Will Come de Snow White and the Seven Dwarfs —en español: Blancanieves— (puesto 19), Beauty and the Beast de la película homónima (puesto 62), y Hakuna matata de El rey león (puesto 99).